# Margi Clarke

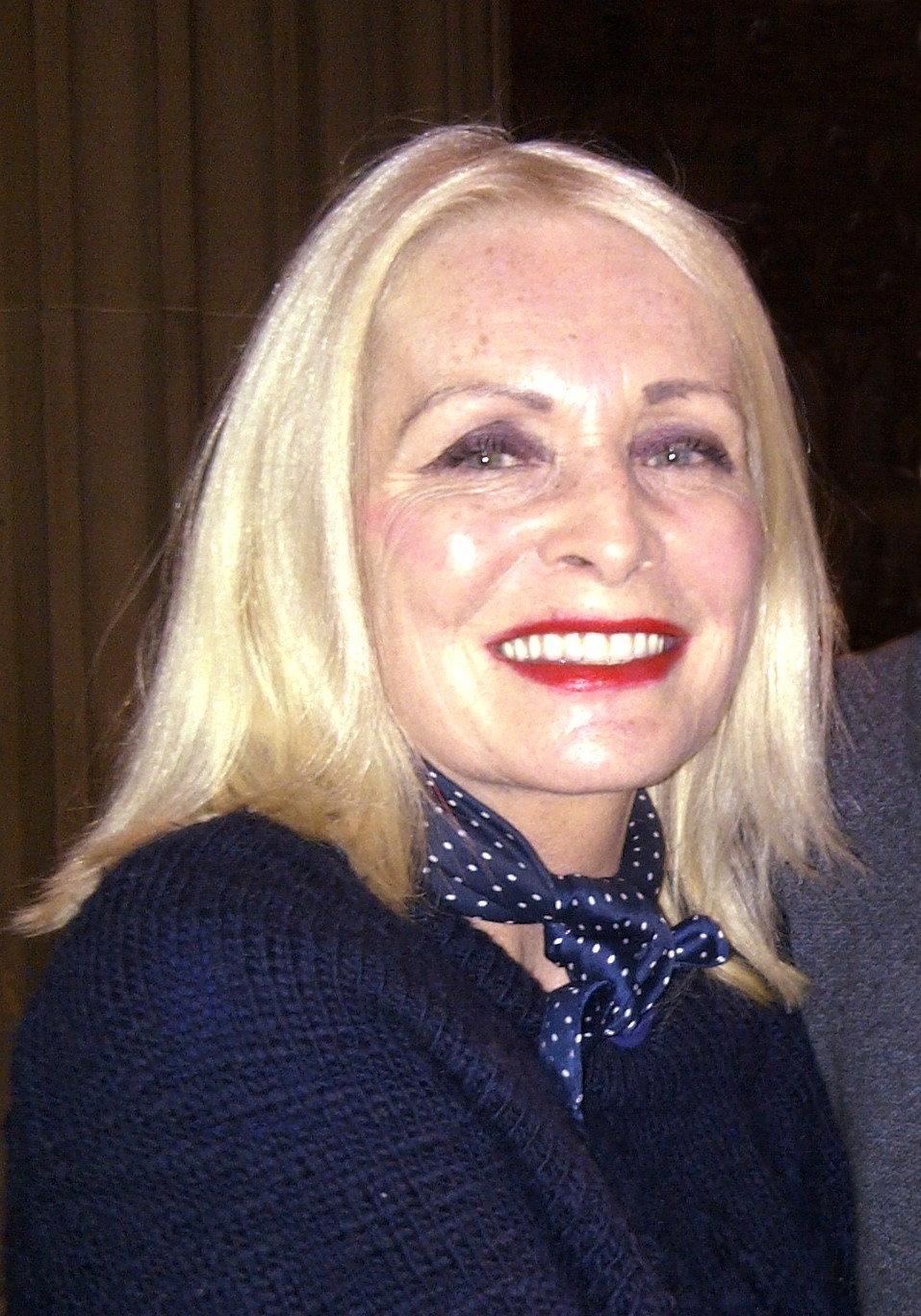
Margi Clarke

Margi Clarke (* 1954 in Liverpool) ist eine englische Moderatorin und Schauspielerin.

## Leben
1978 war sie Moderatorin der Late-Night-Show What’s On bei ITV Granada. Damals nannte sie sich einfach Margox. Bekannt wurde sie 1985 durch Chris Bernards Film Brief an Breshnew (Letter to Brezhnev) über zwei Liverpooler Mädchen, die russischen Matrosen begegnen. Die Rolle der Theresa spielte sie schon 1983 in einer Aufführung am Liverpool Playhouse. 1986 gewann sie den Evening Standard British Film Award als „Most Promising Newcomer“. Weitere Rollen spielte sie in The Dressmaker (1988) und Liebesroulette (Strike It Rich, 1990). 1987 war im Video zu Rent von den Pet Shop Boys zu sehen. 1991 sang sie mit der Indie-Rock-Band Half Man Half Biscuit auf der Single No Regrets eine Cover-Version des Titels Non, je ne regrette rien von Édith Piaf. Im selben Jahr spielte sie unter der Regie ihres Bruders Frank Clarke (* 1956) eine Boxerin in seinem Film Blonde Fist.
Nach dem Tod ihrer Mutter und der Geburt ihrer Tochter Rowan zog sie sich zurück. Erst ab 1999 war sie wieder in BBC-Familienserien zu sehen. 2002 übernahm sie auch Rollen in den Spielfilmen The Revenger's Tragedy von Alex Cox und 24 Hour Party People von Michael Winterbottom. Sie wird von den Medien oft als „The Queen Of Liverpool“ bezeichnet. Dieses Etikett verpasste ihr eigentlich der Musikproduzent Malcolm McLaren. Im November 2010 veröffentlichte sie ihre Autobiografie Margi Clarke − Now You See Me.

## Filmografie
- 1991: Blonde Fist – Regie: Frank Clarke
- 1985: Brief an Breshnev (Letter to Brezhnev) – Regie: Chris Bernard
- 1987: Helsinki-Napoli - All Night Long (Helsinki Napoli All Night Long) – Regie: Mika Kaurismäki
- 1988: The Dressmaker – Regie: Jim O’Brien (nach dem Roman von Beryl Bainbridge)
- 1990: Liebesroulette (Strike It Rich) – Regie: James Scott (nach dem Roman von Graham Greene)
- 1990: Vertrag mit meinem Killer (I Hired a Contract Killer)
- 1993: Wenn Liebe entflammt (La naissance de l'amour) – Regie: Philippe Garrel
- 1995: Soul Survivors (Fernsehfilm) – Regie: Sandy Johnson
- 1998: L.A. Without a Map – Regie: Mika Kaurismäki
- 1998–2010: Coronation Street (Fernsehserie, 24 Folgen)
- 2002: In Memoriam (Kurzfilm) Regie: Nas Malik
- 2002: Revengers Tragedy – Regie: Alex Cox
- 2002: 24 Hour Party People – Regie: Michael Winterbottom
- 2003: The Boys and Girl from County Clare (The Boys from County Clare) – Regie: John Irvin
- 2004: Italienische Verführung – School for Seduction (School for Seduction) – Regie: Sue Heel
- 2014: Noble – Regie: Stephen Bradley